# Стаче (Олецький повіт)
Стаче (пол. Stacze, нім. Statzen) — село в Польщі, у гміні Ковале-Олецьке Олецького повіту Вармінсько-Мазурського воєводства.
Населення — 153 особи (2011).
У 1975-1998 роках село належало до Сувальського воєводства.

## Демографія
Демографічна структура станом на 31 березня 2011 року:
|          | Загалом | Допрацездатний вік | Працездатний вік | Постпрацездатний вік |
| -------- | ------- | ------------------ | ---------------- | -------------------- |
| Чоловіки | 80      | 12                 | 61               | 7                    |
| Жінки    | 73      | 17                 | 40               | 16                   |
| Разом    | 153     | 29                 | 101              | 23                   |